# John Mills (attore)
Sir John Lewis Ernest Watts Mills (North Elmham, 22 febbraio 1908 – Denham, 23 aprile 2005) è stato un attore britannico, premio Oscar al miglior attore non protagonista nel 1971 per La figlia di Ryan.

## Biografia
Educato alla Norwich School High School for Boys, Mills si appassionò fin da giovane alla recitazione, incoraggiato dalla madre, Edith Mills Baker, ex amministratrice dell'Haymarket Theatre. Il padre, Lewis Mills, era invece un insegnante di matematica. Trasferitosi a Londra, entrò in una compagnia di giro, facendo il suo debutto teatrale nel 1929 al London Hippodrome nella pièce The Five O'Clock Girl, e fu notato dal celebre commediografo Noël Coward.
Dopo aver recitato nella pièce di Coward Cavalcade, si affermò definitivamente come interprete e iniziò a ricevere proposte anche per il grande schermo. La sua prima apparizione cinematografica risale al 1932 nella pellicola The Midshipmaid, ma il suo primo ruolo di una certa rilevanza fu nel film Addio, Mr. Chips! (1939), versione cinematografica dell'omonimo romanzo di James Hilton.
Durante gli anni quaranta, Mills fu un idolo delle platee cinematografiche inglesi, grazie a una serie di ruoli da militare e di personaggi dal carattere fermo e risoluto, ma anche capaci di sensibilità e umanità. In tale veste interpretò diversi film, anche di propaganda bellica, tra i quali sono da ricordare Eroi del mare (1942) di David Lean e Ritorno (1945) di Sidney Gilliat. Notevole fu la sua interpretazione del giovane Pip nel film Grandi speranze (1946), sempre per la regia di David Lean, pellicola che ottenne grande accoglienza e consenso.
Passato progressivamente fin dagli anni sessanta a ruoli di caratterista, all'apice della carriera, vinse il premio Oscar al miglior attore non protagonista interpretando l'infelice scemo del villaggio nel film La figlia di Ryan (1970) di David Lean, personaggio assai lontano dai suoi registri abituali. Nel 1979 interpretò il ruolo del professor Bernard Quatermass, nel quarto episodio televisivo della saga creata da Nigel Kneale, Quatermass Conclusion - La Terra esplode, successivamente distribuito anche al cinema in un condensato dal titolo The Quatermass Conclusion (1979). 
Capostipite di una famiglia di artisti, padre delle attrici Hayley Mills e Juliet Mills, e nonno di Crispian Mills, cantante e chitarrista dei Kula Shaker, nell'ultima parte della sua vita John Mills fu afflitto da gravi problemi alla vista, ma continuò a lavorare, concentrandosi su personaggi afflitti dalla cecità. Tra le sue ultime apparizioni vanno ricordate quelle nel ruolo dell'anziano maestro di scuola in una versione teatrale di Addio Mr. Chips (1982), di Lewis Serrocold nel film Assassinio allo specchio (1985), e quella in Cats (1998), versione filmata del celebre musical omonimo di Andrew Lloyd Webber. Partecipò anche al doppiaggio del film d'animazione Quando soffia il vento (1986) e al film Who's That Girl, insieme a Madonna.

## Filmografia parziale

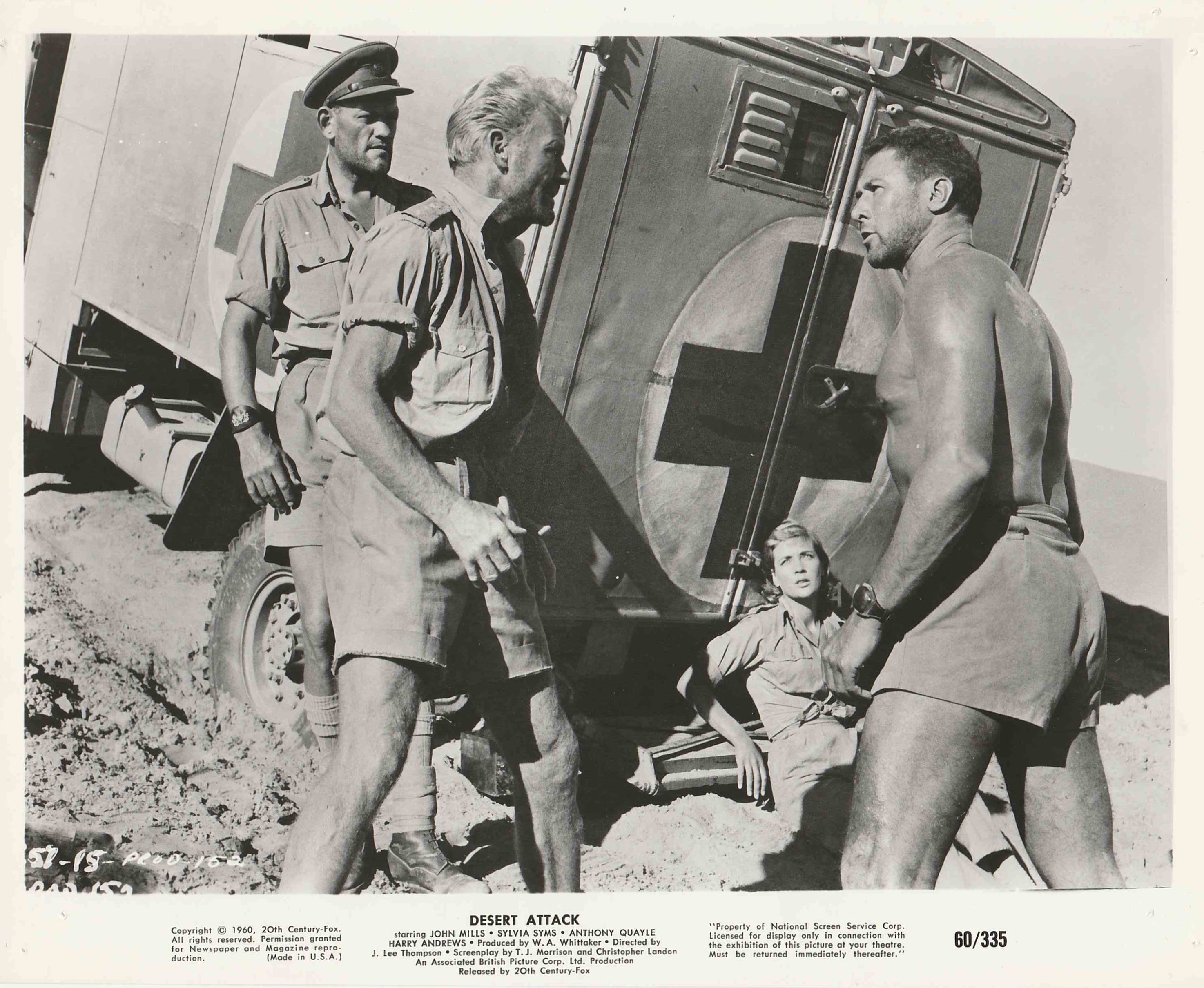
Immagine dal set di Birra ghiacciata ad Alessandria, con Anthony Quayle, Harry Andrews e Sylvia Syms

### Cinema
- The Midshipmaid, regia di Albert de Courville (1932)
- Car of Dreams, regia di Graham Cutts (1935)
- Destino di sangue (Tudor Rose), regia di Robert Stevenson (1936)
- Al pappagallo verde (The Green Cockatoo), regia di William Cameron Menzies (1937)
- Corpo militare britannico in Oriente (O.H.M.S.), regia di Raoul Walsh (1937)
- Addio, Mr. Chips! (Goodbye, Mr Chips!), regia di Sam Wood (1939)
- La pecora nera del signor ministro (The Black Sheep of Whitehall), regia di Basil Dearden (1941)
- Il nemico di Napoleone (The Young Mr. Pitt), regia di Carol Reed (1942)
- Eroi del mare (In Which We Serve), regia di David Lean (1942)
- La tigre del mare (We Dive at Dawn), regia di Anthony Asquith (1943)
- Ritorno (Waterloo Road), regia di Sidney Gilliat (1944)
- La famiglia Gibbon (This Happy Breed), regia di David Lean (1944)
- Grandi speranze (Great Expectations), regia di David Lean (1946)
- Prigioniero della paura (The October Man), regia di Roy Ward Baker (1947)
- La tragedia del capitano Scott (Scott of the Antarctic), regia di Charles Frend (1948)
- Direzione Nord (Mr. Denning Drives North) regia di Anthony Kimmins (1952)
- Vendicherò il mio passato (The Long Memory), regia di Robert Hamer (1952)
- Hobson il tiranno (Hobson's Choice), regia di David Lean (1953)
- Delitto blu (Escapade), regia di Philip Leacock (1955)
- La giungla degli implacabili (The Colditz Story), regia di Guy Hamilton (1955)
- Sopra di noi il mare (Above Us the Waves), regia di Ralph Thomas (1955)
- È meraviglioso essere giovani (It's Great to be Young), regia di Cyril Frankel (1955)
- La fine dell'avventura (The End of the Affair), regia di Edward Dmytryk (1955)
- Guerra e pace (War and Peace), regia di King Vidor (1956)
- Il giro del mondo in 80 giorni (Around the World in 80 days), regia di Michael Anderson (1956)
- Città sotto inchiesta (Town on Trial), regia di John Guillermin (1957)
- Il cerchio rosso del delitto (The Vicious Circle), regia di Gerald Thomas (1957)
- Dunkerque (Dunkirk), regia di Leslie Norman (1958)
- Birra ghiacciata ad Alessandria (Ice Cold in Alex), regia di J. Lee Thompson (1958)
- La battaglia segreta di Montgomery (I Was Monty's Double), regia di John Guillermin (1958)
- Questione di vita o di morte (Tiger Bay), regia di J. Lee Thompson (1959)
- Whisky e gloria (Tunes of Glory), regia di Ronald Neame (1960)
- L'estate della diciassettesima bambola (Summer of the Seventeenth Doll), regia di Leslie Norman (1960)
- Robinson nell'isola dei corsari (Swiss Family Robinson), regia di Ken Annakin (1960)
- Il coraggio e la sfida (The Singer Not the Song), regia di Roy Ward Baker (1961)
- Il cowboy con il velo da sposa (The Parent Trap), regia di David Swift (1961) (non accreditato)
- L'affondamento della Valiant (The Valiant), regia di Roy Ward Baker (1962)
- Tiara Tahiti, regia di Ted Kotcheff (1962)
- Il giardino di gesso (The Chalk Garden), regia di Ronald Neame (1963)
- Operazione Crossbow (Operation Crossbow), regia di Michael Anderson (1965)
- Crociera imprevista (The Truth About Spring), regia di Richard Thorpe (1965)
- Qualcuno da odiare (King Rat), regia di Bryan Forbes (1965)
- La cassa sbagliata (The Wrong Box), regia di Bryan Forbes (1966)
- Questo difficile amore (The Family Way), regia di Roy Boulting (1966)
- Cowboy in Africa (Africa: Texas Style), regia di Andrew Marton (1967)
- Vivere da vigliacchi, morire da eroi (Chuka), regia di Gordon Douglas (1967)
- La morte non ha sesso, regia di Massimo Dallamano (1968)
- Le calde notti di Lady Hamilton (Les Amours de Lady Hamilton), regia di Christian-Jaque (1968)
- Oh, che bella guerra! (Oh! What a Lovely War), regia di Richard Attenborough (1969)
- Corri libero e selvaggio (Run Wild, Run Free), regia di Richard C. Sarafian (1969)
- La frusta e la forca (Adam's Woman), regia di Philip Leacock (1970)
- La figlia di Ryan (Ryan's Daughter), regia di David Lean (1970)
- Scusi lei è vergine? (Dulcima), regia di Frank Nesbitt (1971)
- Gli anni dell'avventura (Young Winston), regia di Richard Attenborough (1972)
- Peccato d'amore (Lady Caroline Lamb), regia di Robert Bolt (1973)
- I duri di Oklahoma (Oklahoma Crude), regia di Stanley Kramer (1973)
- Il giustiziere (The 'Human' Factor), regia di Edward Dmytryk (1975)
- Tempi brutti per Scotland Yard (Trial By Combat), regia di Kevin Connor (1976)
- L'avvocato del diavolo (Des Teufels Advokat), regia di Guy Green (1977)
- Marlowe indaga (The Big Sleep), regia di Michael Winner (1978)
- I 39 scalini (The Thirty Nine Steps), regia di Don Sharp (1978)
- Zulu Dawn, regia di Douglas Hickox (1979)
- The Quatermass Conclusion, regia di Piers Haggard (1979)
- Gandhi, regia di Richard Attenborough (1982)
- Sahara, regia di Andrew V. McLaglen (1983)
- Who's That Girl, regia di James Foley (1987)
- Hamlet, regia di Kenneth Branagh (1996)
- Mr. Bean - L'ultima catastrofe (Bean), regia di Mel Smith (1997)
- Cats, regia di David Mallet (1998)
- Bright Young Things, regia di Stephen Fry (2003)

### Televisione
- Caccia grossa (The Zoo Gang) – serie TV, 6 episodi (1974)
- Quatermass Conclusion - La Terra esplode (Quatermass), regia di Piers Haggard – miniserie TV (1979)
- Love Boat (The Love Boat) – serie TV, episodio 2x21 (1979)
- La maschera della morte (The Masks of Death), regia di Roy Ward Baker – film TV (1984)
- Assassinio allo specchio (Murder with Mirrors), regia di Dick Lowry – film TV (1985)

### Doppiaggio
- Quando soffia il vento (When the Wind Blows), regia di Jimmy T. Murakami (1986)

## Doppiatori italiani
Nelle versioni in italiano dei suoi film John Mills è stato doppiato da:
- Bruno Persa in La fine dell'avventura, Birra ghiacciata ad Alessandria, Whisky e gloria, Robinson nell'isola dei corsari, L'affondamento della Valiant, Qualcuno da odiare, La cassa sbagliata, Vivere da vigliacchi, morire da eroi
- Stefano Sibaldi in Hobson il tiranno, Il coraggio e la sfida, Questo difficile amore
- Gianni Bonagura in Operazione Crossbow, I duri di Oklahoma, Mr. Bean - L'ultima catastrofe
- Giuseppe Rinaldi in Addio, Mr. Chips, Il giardino di gesso
- Giulio Panicali in Grandi speranze, Zulu Dawn
- Sandro Ruffini in La tragedia del capitano Scott
- Augusto Marcacci in Sopra di noi il mare
- Carlo Romano in Guerra e pace
- Gianfranco Bellini in Il giro del mondo in 80 giorni
- Gualtiero De Angelis in Questione di vita o di morte
- Giorgio Piazza in La morte non ha sesso
- Manlio Guardabassi in Tempi brutti per Scotland Yard
- Bruno Alessandro in Marlowe indaga
- Roberto Villa in I 39 scalini
- Sandro Iovino in Gandhi
- Carlo Baccarini in La maschera della morte
- Pino Locchi in Assassinio allo specchio
- Dante Biagioni in Who's That Girl

Da doppiatore è sostituito da:
- Silvio Spaccesi in Quando soffia il vento

## Riconoscimenti
- Premio Oscar

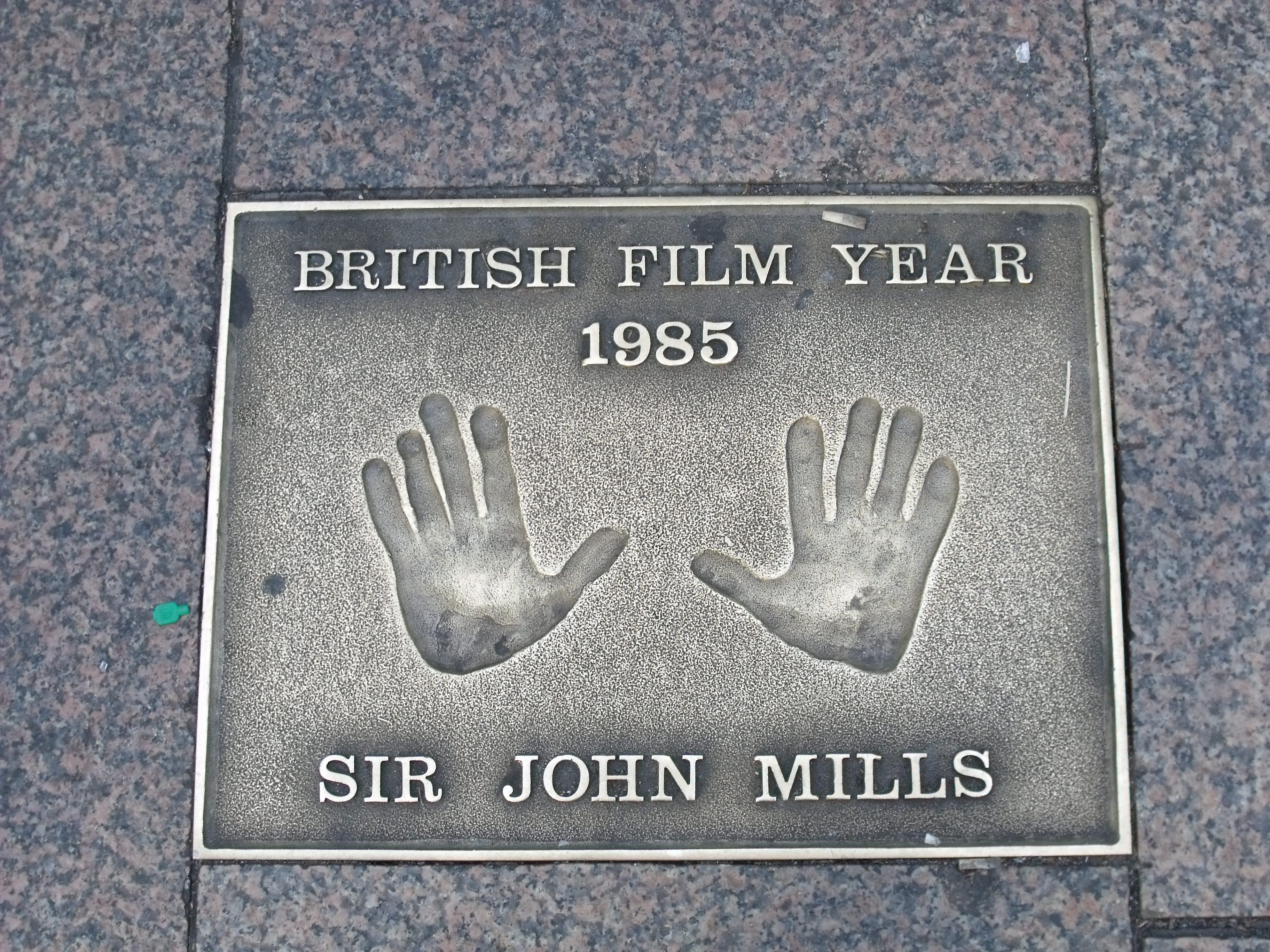
Impronte di John Mills a Leicester Square, Londra

  - 1971 - Miglior attore non protagonista per La figlia di Ryan (Ryan's Daughter)
- Golden Globe
  - 1971 - Miglior attore non protagonista per La figlia di Ryan (Ryan's Daughter)
- BAFTA
  - 1955: - Candidatura a migliore attore britannico per Hobson il tiranno (Hobson's Choice)
  - 1961: - Candidatura a migliore attore britannico per Whisky e gloria (Tunes of Glory)
  - 1971: - Candidatura a migliore attore non protagonista per La figlia di Ryan (Ryan's Daughter)
- Festival del cinema di Venezia
  - 1960 - Coppa Volpi per la migliore interpretazione maschile per Whisky e gloria (Tunes of Glory)
- Festival internazionale del cinema di San Sebastián
  - 1967 - Miglior attore per Questo difficile amore (The Family Way)